# Cryptanura sternoleuca
Cryptanura sternoleuca là một loài tò vò trong họ Ichneumonidae.